# 李琼 (幽州)
李琼（891年—963年），字子玉，幽州饶安（今北京市密云东北）人，五代十国、北宋初年将领。
李琼祖父涿州刺史李传正，父亲涿州从事李英。李琼自幼好学，涉猎史传。年轻时骑马到太原府，李存勖召募勇士，李琼应募，与郭威等十人结为兄弟。他读春秋，习兵事，郭威知道後，常以李琼为师。攻讨河中府时，郭威解除李琼的兵籍，让他谋划西征军事。平定之后，郭威向后汉朝廷表奏李琼为朝散大夫、大理司直，升任太子洗马。郭威镇守邺城，表奏他为大名府少尹。
郭威建立后周，他担任将作监，充当内作坊使，历任亳州知州、陕州知州、济州刺史。周世宗时，历任洺州团练使、安州防御使，治理州政宽简，百姓请求立碑颂扬他，周世宗下令中书舍人窦仪撰写碑文。赵匡胤建立宋朝，召为太子宾客。建隆三年，他上奏请求告老，改任右骁卫上将军致仕。李琼信奉佛教，次年四月初八到佛寺去，得病返回，到傍晚去世，享年七十三岁，赠太子少师。